# Reggatta de Blanc
| Recensione | Giudizio       |
| ---------- | -------------- |
| AllMusic   | [ 1 ]          |
| Ondarock   | Pietra miliare |

Reggatta de Blanc è il secondo album in studio del gruppo musicale britannico The Police, pubblicato il 5 ottobre 1979 dalla A&M Records.
Nel 2012 è stato inserito nella classifica di Rolling Stone dei 500 migliori album di tutti i tempi, alla posizione numero 372. I singoli Message in a Bottle e Walking on the Moon raggiunsero entrambi il primo posto della classifica britannica.

## Descrizione
L'album fu registrato ai Surrey Sound Studios di Londra e richiese quattro settimane di lavorazione, intervallate da diversi mesi. Contro il volere della A&M Records che intendeva mettere a disposizione del gruppo uno studio più grande e un produttore più famoso, i Police vollero tornare ai Surrey Sound con Nigel Gray, stesso produttore del primo disco Outlandos d'Amour. La band decise inoltre di autofinanziarsi il lavoro coprendo il budget (tra le 6.000 e le 9.000 sterline) con i profitti dell'album di debutto, affinché la casa discografica non esercitasse alcun controllo artistico.
In questo secondo album del trio inglese si può notare il notevole perfezionamento del discorso musicale intrapreso col precedente Outlandos d'Amour, in cui convivono elementi di punk rock, new wave e reggae, influenza quest'ultima più marcata a partire dal titolo stesso dell'album: Reggatta de Blanc infatti è una storpiatura in finto francese della frase: white man's reggae («reggae bianco»).
La band dichiarò che incominciò la lavorazione dell'album senza materiale preesistente: l'unica canzone già scritta fino a quel momento era Message in a Bottle, già eseguita anche dal vivo. Si pensò addirittura a una nuova versione del primo singolo Fall Out. Fu perciò necessario recuperare canzoni fino ad allora eseguite solo dal vivo, come Landlord che divenne il lato B del singolo Message in a Bottle, oppure vecchi riff rimasti inutilizzati, come Does Everyone Stare, la cui introduzione al pianoforte fu composta da Stewart Copeland ai tempi del college. Sting in particolare fu costretto a ripescare e rimaneggiare brani composti a metà degli anni settanta, quando militava nel gruppo jazz fusion Last Exit: a quel periodo risale parte del testo di Bring on the Night, mentre The Bed's Too Big Without You fu sviluppato a partire da un'idea ancora in fase embrionale.
La title-track strumentale proviene da un lungo break che il trio eseguiva dal vivo durante Can't Stand Losing You. Nel 1981 il brano fruttò al gruppo il primo Grammy Award nella categoria best instrumental rock performance. Reggatta de Blanc e Deathwish sono gli unici brani inclusi nei cinque album in studio ufficiali del gruppo (1978-1983) a portare la firma di tutti e tre i componenti la band.
Questo è anche l'album di The Police in cui Stewart Copeland ebbe più spazio come autore firmando, oltre ai due titoli già citati, altri due brani da solo e uno assieme a Sting (It's Alright for You).

## Tracce
Testi e musiche di Sting, eccetto dove indicato.
Lato A
1. Message in a Bottle – 4:50
2. Reggatta de Blanc (strumentale) – 3:05 (musica: Sting, Andy Summers, Stewart Copeland)
3. It's Alright for You – 3:12 (Copeland, Sting)
4. Bring on the Night – 4:15
5. Deathwish – 4:12 (Sting, Summers, Copeland)

Lato B
1. Walking on the Moon – 4:59
2. On Any Other Day – 2:57 (Copeland)
3. The Bed's Too Big Without You – 4:25
4. Contact – 2:37 (Copeland)
5. Does Everyone Stare – 3:48 (Copeland)
6. No Time This Time – 3:17

## Formazione
Gruppo
- Sting – voce, basso
- Andy Summers – chitarra, tastiere, cori
- Stewart Copeland – batteria, chitarra (traccia 7), pianoforte (traccia 10), cori

Produzione
- The Police – produzione
- Nigel Gray – produzione, ingegneria del suono

## Classifiche

### Classifiche settimanali
| Classifica (1979/80) | Posizione massima |
| -------------------- | ----------------- |
| Australia            | 1                 |
| Canada               | 3                 |
| Francia              | 1                 |
| Germania             | 16                |
| Italia               | 7                 |
| Norvegia             | 32                |
| Nuova Zelanda        | 4                 |
| Paesi Bassi          | 1                 |
| Regno Unito          | 1                 |
| Spagna               | 1                 |
| Stati Uniti          | 25                |
| Svezia               | 21                |

### Classifiche di fine anno
| Classifica (1979) | Posizione |
| ----------------- | --------- |
| Francia           | 1         |
| Regno Unito       | 9         |
| Classifica (1980) | Posizione |
| Australia         | 10        |
| Canada            | 12        |
| Germania          | 15        |
| Italia            | 28        |
| Nuova Zelanda     | 27        |
| Paesi Bassi       | 7         |
| Regno Unito       | 6         |